# Javier Rebolledo
Javier Rebolledo (Santiago, Chile; 1976) es un periodista, investigador y escritor chileno, especializado en la investigación de violaciones a los derechos humanos en Chile, abusos a menores y corrupción empresarial y política.

## Carrera Profesional

### Primeros Años
Desde el año 2002 ha publicado e integrado equipos de investigación periodística en medios impresos nacionales tales como Siete+7, donde pudo trabajar junto a Juan Andrés Guzmán, actual editor de Ciper. También trabajo en The Clinic y La Nación Domingo. En este último medio, trabajo bajo la dirección del reconocido periodista Jorge "El Gato" Escalante. En 2005 fue seleccionado por Chile y finalista en el concurso internacional de Premios Unicef con el reportaje "Alcatraz para menores" (The Clinic).
En 2010 participó junto a la productora La Ventana Cine, realizaron el reportaje "Castilla", para la serie de televisión "¿Por qué en mi jardín?", con el que ganaron el Premio al Periodismo de Excelencia de la Universidad Alberto Hurtado el año 2011. Este reportaje estuvo dirigido por Rafael Valdeavellano y fue producida con fondos del Consejo Nacional de Televisión y en coproducción con TVN. Por ese mismo período, participó como periodista investigador y asistente de dirección en el documental El Mocito, dirigido por Marcela Said y Jean de Certeau.

### Carrera Literaria Periodística

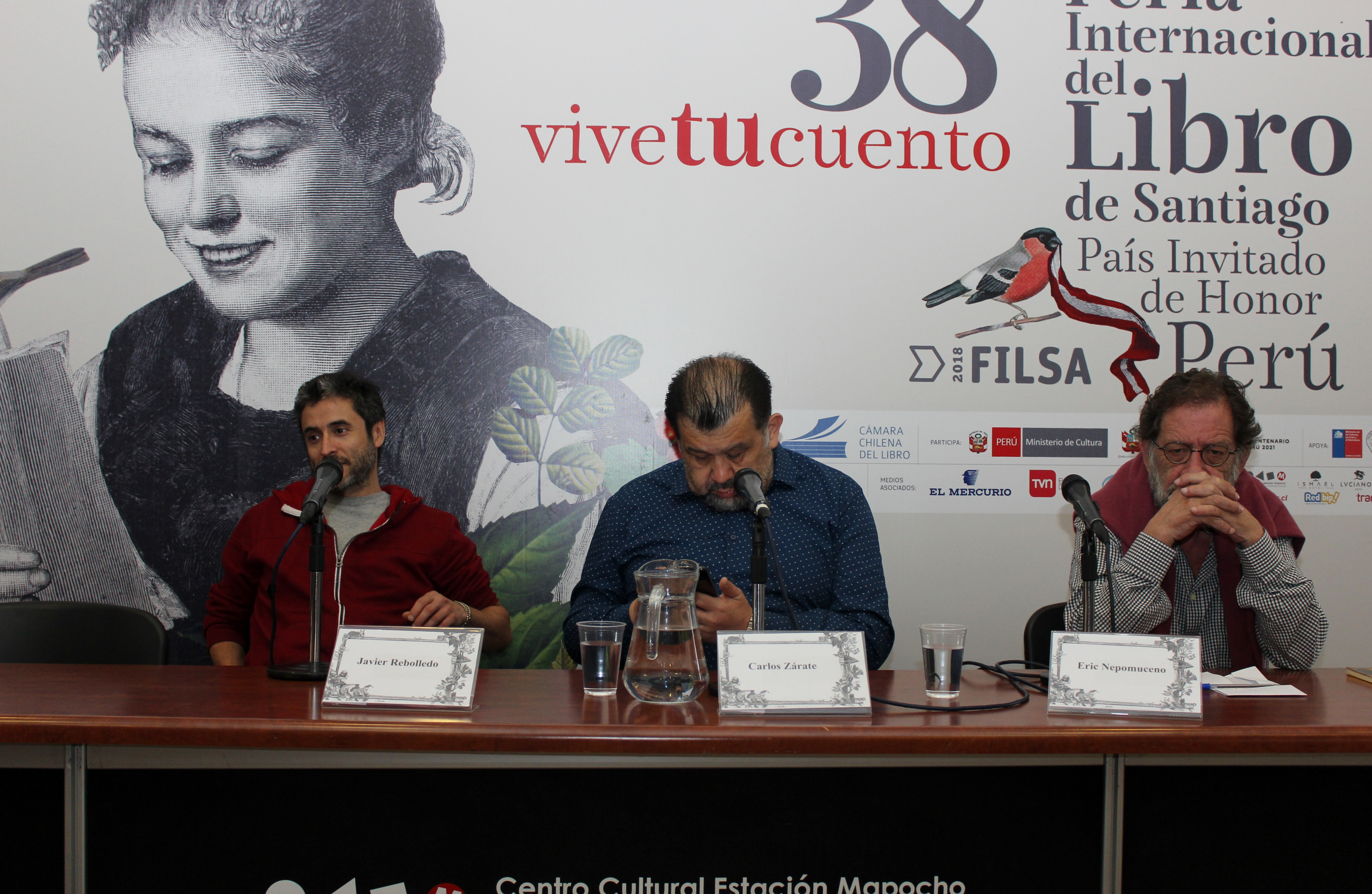
Javier Rebolledo, Carlos Zárate y escritor brasileño Eric Nepomuceno durante un conversatorio.

Su primera investigación  y publicación en solitario, "La danza de los cuervos", aborda los sucesos acontecidos al interior del Cuartel Simón Bolívar, famoso centro de detención y tortura de la comuna de La Reina. Este libro fue publicado el año 2012 y daría inicio a la trilogía de los cuervos.
El escritor ,en el  año 2013 publicaría "El despertar de los cuervos" y en el año 2015 "A la sombra de los cuervos". La segunda obra de esta saga, aborda la investigación en el centro de detención y tortura de Tejas Verdes, donde se crearía la DINA bajo la dirección de Manuel Contreras. La última obra de esta serie, investiga la implicancia colaborativa de civiles con la dictadura, específicamente de grupos como los Matte y Kast.
Por estas obras, Javier Rebolledo sería premiado con el Premio Municipal de Literatura de Santiago, en la categoría de Investigación periodística.
Luego de terminar con la trilogía de los cuervos, Javier Rebolledo continua con nuevas investigaciones. Una de éstas es "Camaleón: Doble vida de un agente comunista", que se publicó en 2017 y que revela la vida secreta de Mariano Jara, un infiltrado comunista en las fuerzas de la dictadura.
Su investigación sobre los militantes comunistas y los infiltrados continua en obras como "Los hijos del frío" (2018) y "El costo del silencio" (2019). En la primera, investiga la vida de Daniel Palma Robledo, dirigente político del Partido Comunista que estaba a favor de la vía armada, y desaparecido desde el 4 de agosto de 1976. En la segunda, revela las historias de tres jóvenes militantes de las Juventudes Comunistas que a principios de los 70 ingresaron a la Policía de Investigaciones con el objetivo de respaldar el futuro gobierno de la Unidad Popular.
Su última obra es "Rati: Agente de la oficina, la pacificación de democracia", publicado el año 2021 y que aborda "La Oficina", una entidad creada durante el primer gobierno democrático de Patricio Aylwin tras el fin de la dictadura, para desarmar a los grupos armados de izquierda. El libro incluye historias sobre una policía corrupta, actos de tortura, protección de delincuentes, montajes y traiciones. Esta obra fue escrita en conjunto con el periodista Dauno Totoro.

## Amedrentamiento
El año 2007, Javier Rebolledo junto a Javier Paz, trabajaron en un reportaje sobre las fastuosas condiciones en que vivían militares condenados por crímenes en el Penal Cordillera. El periodista relata haber sido seguido por varias semanas por una persona de perfil militar pero vestido de civil. Javier Rebolledo también señaló que el año 2014, la sede de la editorial Ceibo, bajo la cual publicó su trilogía de los cuervos, fue allanada resultando en el robo de equipos y discos duros.
A mediados del año 2018, Carolina Quinteros se querelló contra Javier Rebolledo por injurias y calumnias. Carolina Quinteros era hija de Raúl Pablo Quintana Salazar,  teniente general del Ejército y exagente de la DINA que actualmente se encuentra preso por crímenes de lesa humanidad. Javier Rebolledo, en su libro Camaleón, da a conocer los detalles de los crímenes cometidos por Raúl Quintana contra la hoy detenida desaparecida Nelsa Gadea Galán. Carolina Quinteros decidió querellarse contra el periodista, con ayuda del abogado Juan Carlos Manns, quien también fue abogado de Manuel Contreras. La querella dirigida contra el investigador, solicitaba una pena mínima de 3 años de cárcel, una multa de casi 1 millón de pesos y la corrección de un párrafo del libro Camaleón.
El proceso judicial comenzó en mayo del año 2018 y finalizó en octubre del mismo año. La jueza Alicia Rosende del Octavo Juzgado de Garantía decidió absolver al periodista Javier Rebolledo en el proceso por injurias. Tras la resolución de este proceso, el periodista anunció que iba iniciar una demanda en contra de sus anteriores querellantes, por daño moral, amedrentamiento, estrés y persecución.
En marzo de 2021, el autor aún no finalizaba su investigación para el libro "Rati: Agente de La Oficina", junto a Dauno Totoro. En ese contexto, su computador fue hackeado y una versión no oficial fue difundida por redes sociales. Esta versión difundida era un borrador de seis meses de antigüedad y que según sus autores, contenía menos del 20% de la obra final. El periodista acusó que esto correspondía a una "operación de inteligencia" destinada a generar desinformación y que tiene por objetivo perjudicar a sus autores como a la editorial.

## Premios y Distinciones
- Premio Periodismo de Excelencia de la Universidad Alberto Hurtado 2011 (Categoría audiovisual).
- Premio Municipal de Literatura de Santiago 2013 (Categoría investigación periodística).

## Publicaciones
- Rebolledo, Javier (2012). La danza de los cuervos. Santiago de Chile. ISBN 9789569071157.
- Rebolledo, Javier (2013). El despertar de los cuervos. Santiago de Chile. ISBN 9789563601305.
- Rebolledo, Javier (2015). A la sombra de los cuervos. Santiago de Chile. ISBN 9504953999.
- Rebolledo, Javier (2017). Camaleón. Santiago de Chile. ISBN 9563603745.
- Rebolledo, Javier (2018). Los hijos del frío. Santiago de Chile. ISBN 9789563604979.
- Rebolledo, Javier (2019). El costo del silencio. Santiago de Chile. ISBN 9789563606409.
- Rebolledo, Javier; Totoro, Dauno (2021). RATI: Agente de La Oficina. Santiago de Chile. ISBN 9789563591477.
- Rebolledo, Javier. La guerra de Harvey (2021). Santiago de CHile. 9789563591545.
- Rebolledo, Javier (2025). Falsas denuncias. Santiago de Chile. ISBN139789564087122.